# Hyeonseo-myeon
Hyeonseo-myeon (koreanska: 현서면) är en socken i kommunen Cheongsong-gun i provinsen Norra Gyeongsang i den östra delen av Sydkorea, 220 km sydost om huvudstaden Seoul.